# 黄达 (1908年)
黄达（1908年—1978年6月20日），字利泰，曾用名谢今古，男，江西清江人，中华人民共和国政治人物，曾任辽宁省人民委员会副省长，辽宁省政协副主席。